# Ben Shahn

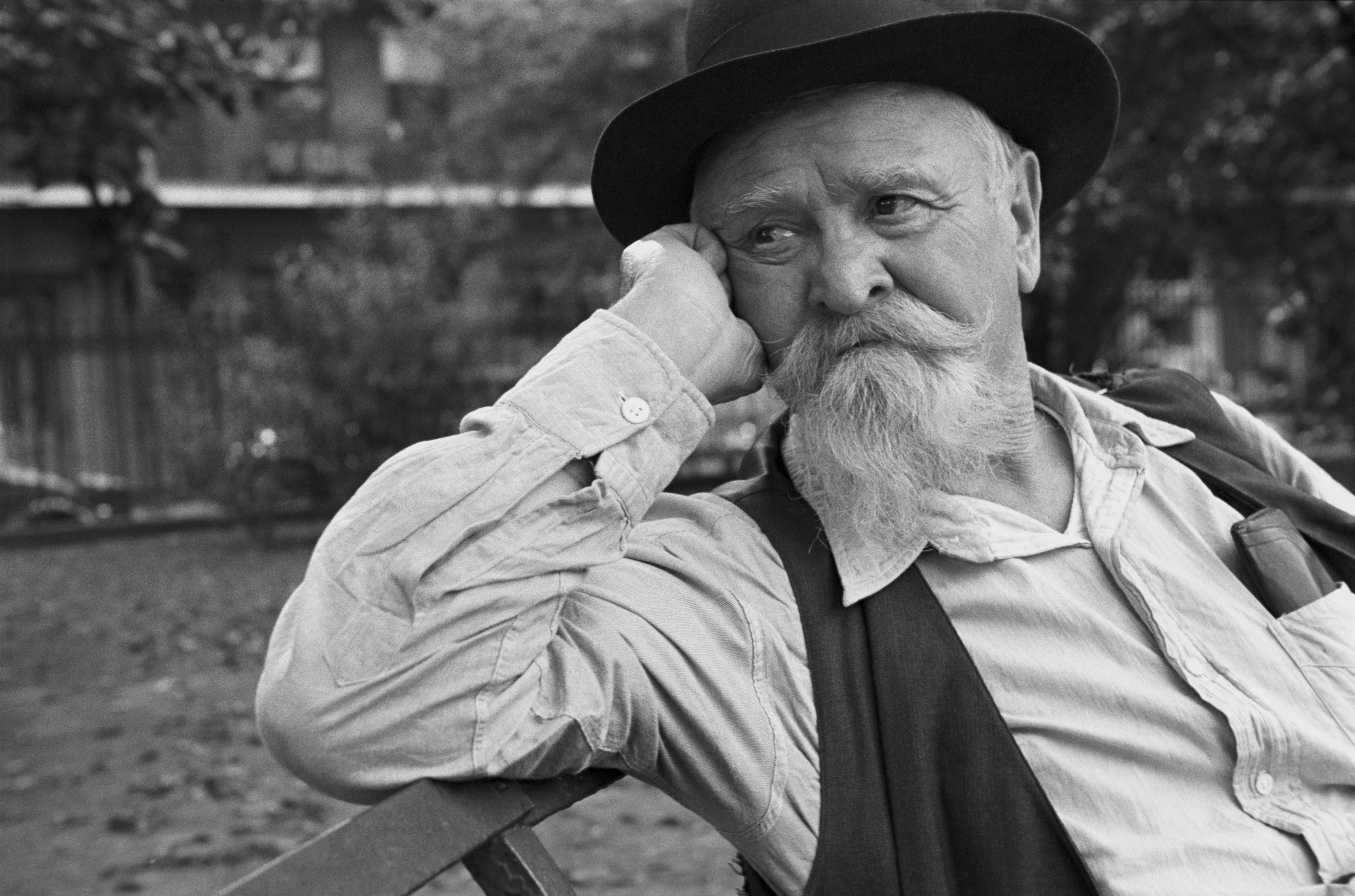
Ben Shahn

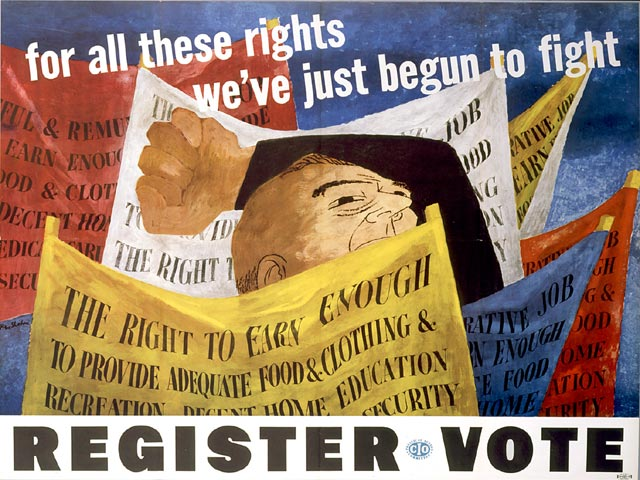
Congress of Industrial Organizationsaffisch 1946

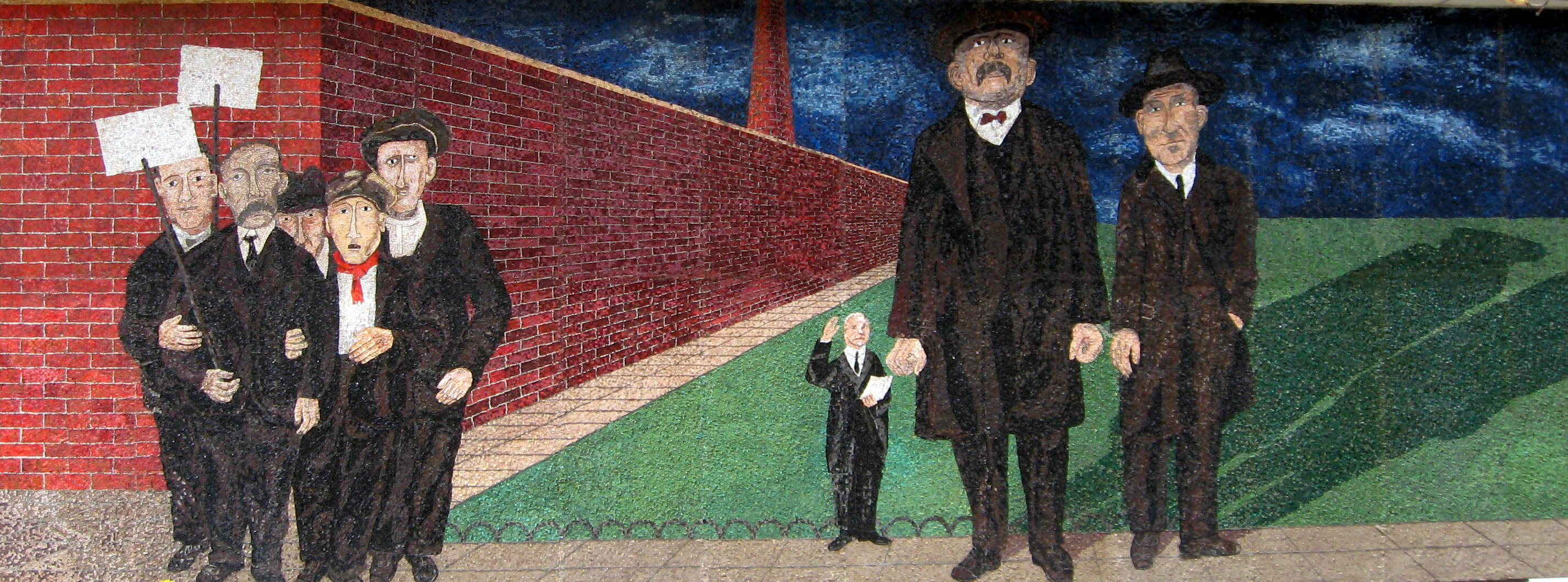
Detalj av mosaiken "The Passion of Sacco and Vanzetti" från 1967 på Syracuse University, Syracuse i delstaten New York

Ben Shahn, egentligen Benjamin Shahn, född 12 september 1898 i Kaunas i Litauen, död 14 mars 1969 i New York, New York, var en amerikansk målare inom bland andra expressionismen och socialrealismen.

## Biografi

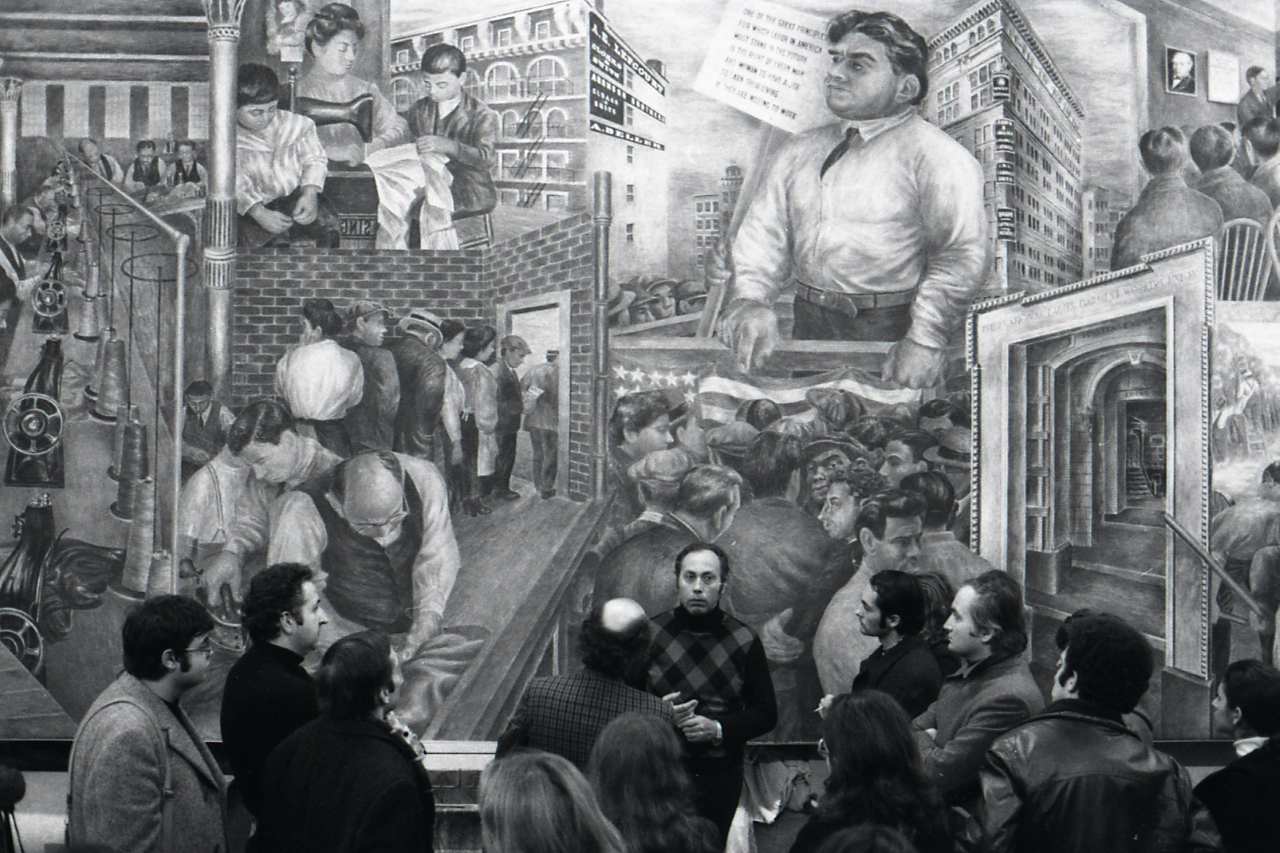
Mellanpanel av Jersey Homesteads väggmålning (1937–1938).

Ben Shahns föräldrar utvandrade 1906 till USA, där han växte upp i Brooklyn i New York och gick i lära för att bli litograf. Han studerade från 1919 på New York University och på  City College of New York i New York. År 1922 bytte han till studier vid National Academy of Design. Efter studierna i New York företog han resor i Europa och Afrika 1927-29. 
Han arbetade tillsammans med Diego Rivera på muralutsmyckningen av Rockefeller Center i New York 1933 och blev en av de ledande konstnärerna inom realistiskt måleri i Amerika på 1930-talet. Hans stramt tecknade, lätt karikerade realism innehåller ofta ett satiriskt element som påminner om den tyska expressionismen hos Otto Dix och George Grosz.
Verk av Ben Shahn visades på documenta 2 1959, documenta III 1964 samt, efter hans död, också på documenta 6 1977 i Kassel.